# Magnus Heinason
Magnus Heinason eller Mogens Heinesen (1548 i Oyndarfjørður – 18. januar 1589 i København) var en færøsk søhelt i det 16. århundrede.
Navnet Magnus Heinason er velkendt på Færøerne, hvor mange betragter han som nationalhelt ligesom Nólsoyar Páll eller Jóannes Patursson.
En dag i året 1578 kom en 33-årig færing til kong Frederik 2. i København for at søge tjeneste. Han havde været i hollandsk sø-krigstjeneste hos prinsen af Oranien i ti år, og deltaget i Nederlandenes uafhængighedskrig mod Spanien. Sømanden hed Magnus Heinason og var søn af den første lutherske provst på Færøerne, Heini Havreki.

## Monopolhandel på Færøerne
Heinason havde et godt rygte efter sin tjeneste for Holland, og kongen forstod, at denne erfarne og uforfærdede kriger kunne blive en nyttig mand for ham. Den 17. april 1578 får Magnus Heinason tilladelse fra kong Frederik 2. til at sejle til Færøerne for at indkræve gammel gæld. Året efter, den 4. februar 1579, fik Magnus Heinason – som første færing i historien – retten til at drive handel på Færøerne, til trods for protester fra rente-mesteren, Christoffer Valkendorf.
Handelen på Færøerne var monopolhandel og havde gennem århundreder været på mange forskellige hænder; drevet af handelsmænd fra Bergen, fra Hamburg, af "det Islandske Kompagni", og som kongelig monopolhandel. Men klagerne over handelen var mange. Ofte var der mangel på vigtige varer, eller også kom varerne for sent.

## Kaperbrevet
Sørøveri mod færøske bygder gjorde også livet vanskeligt for færingerne. Den første sommer, Magnus Heinason havde ansvar for handelen, i 1579, skete det, at Tórshavn blev plyndret af en skotsk Pirat ved navn Klerck, og hele handelens varebeholdning samt uerstattelige historiske dokumenter gik tabt. I november 1579 tilbød Magnus Heinason sin tjeneste til Frederik 2. og fik kongeligt kaperbrev, til at angribe sørøvere. Samtidig skulle han opbringe de skibe der sejlede nord om Norge for at handle med Rusland, da disse krænkede kronens toldrettigheder og begrænsede Øresundstolden. Magnus Heinason klarede at sætte en stopper for de mange plyndringer, og han blev beundret som en helt af befolkningen på Færøerne. Han gik derpå i gang med at bygge forsvarsanlægget Skansin i Tórshavn (dette kan i udbygget stand fortsat ses ved Eystaravág i Tórshavn). Mens han var optaget af at lede byggeriet, sejlede et tysk smuglerskib rundt om øerne og handlede med befolkningen. Dermed mistede kronen indtægter, og rente-mester Christoffer Valkendorf fik presset igennem, at Heinason måtte afgive eneretten til handel.

## Valkendorf overgiver sig aldrig
For at blødgøre kongen igen tilbød Heinason nu at prøve at finde en sejlrute til Grønland. Dette klarede han dog ikke. Valkendorf var stadig ude efter at fælde ham, og i 1581 blev han stillet over for anklager om bedrageri ved handelen og om voldtægt i Norge. Efterhånden blev situationen så truende for Heinason, at han flygtede til Holland og på ny gik i tjeneste for prinsen af Oranien. To år senere opsøgte han igen sin tidligere ven kong Frederik 2., som satte streg over gamle anklager og lod Magnus få øen Egholm i Limfjorden som len. Men Valkendorf havde ikke tænkt sig at give op, og nu fik han hjælp af englændere, som anklagede Heinason for ulovlig opbringelse af et engelsk skib, mens han gjorde tjeneste i Holland.
Magnus flygtede igen, men blev indhentet og arresteret i Norge. Mens dette skete, døde kongen pludselig, og Valkendorf brugte anledningen til at gennemføre en hurtig og ureglementeret rettergang. To dage derefter, den 18. januar 1589, blev Heinason henrettet ved halshugning på slotspladsen i København. Valkendorff var endelig sluppet af med sin fjende.

## Frifundet
En ven af Heinason, Hans Lindenov, og enken, Sofia, fik sagen taget op igen året efter på grund af den ureglementerede rettergang. Her blev Heinason frifundet for alle anklager. Liget blev flyttet og fik en hæderbegravelse i kirken i Ørslev Kloster, og rente-mester Christoffer Valkendorf mistede alle sine embeder. Til trods for frifindelsen, og for at han i dag bliver betragtet som en helt på Færøerne, mener mange historikere, at Heinason nok var skyldig i overgreb og ulovligheder under sin tjeneste. Men ved slottet Jægerspris på Sjælland troner en flot mindesten over søhelten sammen med støtter over Tordenskjold, Ludvig Holberg, Snorre Sturlason og andre kendte og hæderkronede navne fra det danske rige.